# Imprimi potest

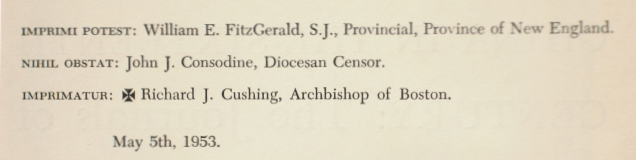
Um imprimi potest, um nihil obstat e um imprimatur (dado por :en:Richard Cushing) em um livro publicado pela editora Random House, em 1953. O livro em questão é a tradução inglesa feita por :en:Louis J. Gallagher, S.J. de :en:De Christiana expeditione apud Sinas, obra de Matteo Ricci, S.J. e :en:Nicolas Trigault, S.J.

Imprimi potest ("pode ser impresso", em latim) é a aprovação oficial de uma autoridade superior da Igreja Católica (ou de seu representante) para que uma obra escrita por um membro de uma ordem religiosa seja publicada.
O Imprimi potest, juntamente com o Nihil obstat, constitui o Imprimatur católico.